# 北海道檜山北高等学校
北海道檜山北高等学校（ほっかいどうひやまきたこうとうがっこう、Hokkaido Hiyama Kita High School）は、北海道久遠郡せたな町にある公立（道立）の高等学校。

## 沿革
- 1972年 - 北海道今金高等学校と北海道北檜山高等学校を統合して開校（全日制普通科、家政科、定時制普通科、農業科）
- 1981年 - 定時制普通科を募集停止
- 1984年 - 定時制普通科閉科。全日制家政科を募集停止とし、定時制農業科を全日制課程農業・生活科に課程学科変換
- 1986年 - 全日制家政科、定時制農業科閉科
- 2002年 - 全日制普通科および農業・生活科を募集停止とし、総合学科に課程学科変換
- 2004年 - 全日制課程普通科、農業・生活科閉科

旧北海道今金高等学校
- 1948年 - 瀬棚分校を設置
- 1949年 - 久遠分校を設置
- 1950年 - 瀬棚分校を北海道北檜山高等学校に移管
- 1955年 - 久遠分校が北海道大成高等学校として独立
- 1972年 - 北海道北檜山高等学校との統合により閉校

旧北海道北檜山高等学校
- 1950年 - 北海道北檜山高等学校として開校、北海道今金高等学校より瀬棚分校を移管
- 1952年 - 北海道東瀬棚高等学校と改称、瀬棚分校が北海道瀬棚高等学校（のちの瀬棚商業高）として独立
- 1958年 - 北海道北檜山高等学校と改称
- 1972年 - 北海道今金高等学校との統合により閉校

## 出身者
- 栗城史多（登山家）
- 松井克師（プロスノーボーダー）
- 阿知波悟美（女優）
- 藤倉朱里（画家）